# Lepidochrysops asteris
Lepidochrysops asteris är en fjärilsart som beskrevs av Jean Baptiste Godart 1823. Lepidochrysops asteris ingår i släktet Lepidochrysops och familjen juvelvingar. Inga underarter finns listade i Catalogue of Life.